# New Iberia, Louisiana
New Iberia, Louisiana là một thành phố thuộc quận Iberia, Louisiana trong tiểu bang Louisiana, Hoa Kỳ. Thành phố có tổng diện tích km², trong đó diện tích đất là km². Theo điều tra dân số Hoa Kỳ năm 2010, thành phố có dân số người. 